# The Lives of a Bengal Lancer
 The Lives of a Bengal Lancer és una pel·lícula estatunidenca dirigida per Henry Hathaway, estrenada el 1935.

## Argument
Dos veterans dels llancers de Bengala acullen un nou recluta. Però els tres cauen en una emboscada parada per Mohammed Khan i els rebels.

## Repartiment
- Gary Cooper:  Tinent Alan McGregor
- Franchot Tone:  Tinent Forsythe
- Richard Cromwell:  Tinent Donald Stone
- Guy Standing:  Coronel Tom Stone com Sir Guy Standing)
- C. Aubrey Smith:  Major Hamilton
- Kathleen Burke:  Tania Volkanskaya
- Douglass Dumbrille: Mohammed Khan
- Monte Blue: Hamzulla Khan
- Colin Tapley: Tinent Tapley
- Akim Tamiroff: Otamanu, emir de Gopal
- J. Carrol Naish: el gran vizir
- Noble Johnson: Ram Singh
- Mischa Auer

## Al voltant de la pel·lícula
- La pel·lícula va ser nominada 6 vegades als Oscars.
- Cecil B. DeMille va reutilitzar els decorats per la seva pel·lícula Les Croades.
- Una gran part del film es va rodar a Sierra Nevada.